# クラーク郡 (サウスダコタ州)
クラーク郡 (Clark County) はアメリカ合衆国サウスダコタ州に位置する郡である。2000年現在、人口は4,143人である。ここの郡庁所在地はクラークである。

## 地理
アメリカ合衆国統計局によると、この郡は総面積2,507 km2 (968 mi2) である。このうち2,481 km2 (958 mi2) が陸地で26 km2 (10 mi2) が水地域である。総面積の1.02%が水地域となっている。

### 郡区
この郡は27郡区に分けられている：Ash、Blaine、Collins、コットンウッド、Darlington、Day、エデン、Elrod、Fordham、Foxton、ガーフィールド、Hague、レイク、リンカーン、ローガン、Maydell、Merton、Mount Pleasant、Pleasant、レイモンド、リッチランド、Rosedale、Spring Valley、Thorp、Warren、ワシントン、及びウッドランド。

### 隣接する郡
- デイ郡 - 北
- コディントン郡 - 東
- ハムリン郡 - 南東
- キングスベリー郡 - 南
- ビードル郡 - 南西
- スピンク郡 - 西

## 人口動勢
2000年現在の国勢調査で、この郡は人口4,143人、1,598世帯、及び1,110家族が暮らしている。人口密度は2/km2 (4/mi2) である。1/km2 (2/mi2) の平均的な密度に1,880軒の住宅が建っている。この郡の人種的な構成は白人98.65%、アフリカン・アメリカン0.07%、先住民0.60%、アジア0.10%、太平洋諸島系0.02%、その他の人種0.19%、及び混血0.36%である。ここの人口の0.48%はヒスパニックまたはラテン系である。
この郡内の住民は27.00%が18歳未満の未成年、18歳以上24歳以下が5.80%、25歳以上44歳以下が22.00%、45歳以上64歳以下が23.00%、及び65歳以上が22.20%にわたっている。中央値年齢は42歳である。女性100人ごとに対して男性は97.40人である。18歳以上の女性100人ごとに対して男性は97.40人である。

## 都市及び町
- Bradley
- クラーク (Clark)
- ガーデンシティ (Garden City)
- Naples
- レイモンド (Raymond)
- Vienna
- Willow Lake

1. ↑   Find a County, National Association of Counties 2011年6月7日閲覧。
2. ↑   American FactFinder, United States Census Bureau 2008年1月31日閲覧。